# 後藤健郎
後藤 健郎（ごとう たけろう、1962年 - ）は、コンテンツ海外流通促進機構（CODA）代表理事、日本映像ソフト協会（JVA）会長、不正商品対策協議会（ACA）代表幹事。

## 経歴・人物
1985年より日本ビデオ協会（現日本映像ソフト協会・JVA）に勤務し、国内の海賊版対策に従事する。現在、会長。
この間、不正商品対策協議会（ACA）事務局長、公正貿易センターTRIPS研究会委員、早稲田大学非常勤講師（知的財産権保護）、警察庁・総合セキュリティ対策会議委員、文化審議会専門委員 （法制・基本問題小委員会、著作権分科会国際小委員会）などを歴任。
2005年、コンテンツ海外流通促進機構（CODA）・CJマーク委員会委員長に就任。
2006年、文化審議会著作権分科会 専門委員に就任。
2006年～2015年、10期に渡り、文化審議会著作権分科会国際小委員会 委員に就任。
2009年4月1日のCODA法人化にあたり、専務理事に就任。
2010年12月17日、文化審議会著作権分科会国際小委員会（第3回）において、「CODAの活動報告」について発表。
2013年12月12日、知的財産戦略本部 検証・評価・企画委員会（第５回）において、「海賊版対策に向けたCODAの取組み」について発表。
2015年2月19日、文化審議会著作権分科会国際小委員会（第3回）において、「侵害対策の現状とその課題」について発表
2016年2月8日、知的財産戦略本部 次世代知財システム検討委員会（第５回）において、「国境を越えるインターネット上の知的財産侵害への対応に関して」について、①リーチサイト対策、②サイトブロッキングの検討、③オンライン広告の検討について意見表明
2017年6月、CODA代表理事に就任。
2018年5月23日、規制改革推進会議第37回投資等ワーキング・グループにおいて、「放送コンテンツに係る海賊版対策の課題」について発表。
2018年6月22日から10月15日まで第9回に渡り内閣府知的財産戦略本部で開催された「インターネット上の海賊版対策に関する検討会議」構成員に就任。「サイトブロッキングの法制化」を求めた。
2019年3月29日、知的財産戦略本部知的財産戦略本部検証・評価・企画委員会コンテンツ分野会合（第４回）において、「海賊版サイトによる被害の現状とCODAの対策」について発表。
2019年11月、「侵害コンテンツのダウンロード違法化の制度設計等に関する検討会」構成員に就任。
2020年5月20日、衆議院文部科学委員会に参考人として招致。
2020年6月2日、参議院文教科学委員会に参考人として招致。
2020年より、文化審議会著作権分科会 基本政策小委員会 委員に就任。
2020年10月19日、文化審議会著作権分科会基本政策小委員会（第2回）において、「リーチサイト規制施行後の状況」について発表。
2021年4月6日、知的財産戦略推進事務局構想委員会・コンテンツ小委員会（第2回）において、「CODAの活動とご提案（支援要請）」について発表。
2021年6月、映画などの結末を含むあらすじを10分程度に短く編集した「ファスト映画」を投稿していた3名を宮城県警が逮捕した事件に関連し、NHK、報道ステーションはじめ多くのメディアに出演、問題点等について解説した。